# Milan Aksentijević (glumac)
Milan Aksentijević je srpski glumac, muzičar i medijski radnik rođen 9. juna 1984. iz Gornjeg Milanovca. Pojavljivao se u kratkim i dugometražnim ostvarenjima i TV projektima, među kojima su Čitulja za Eskobara (2008), Kosovo (2008), Suvozači (2017) i Heroji Halijarda (2023).

## Biografija
Rođen je i odrastao u Gornjem Milanovcu. Kao dečak završio je nižu muzičku školu u klasi harmonike, a tokom školovanja učestvovao je na više takmičenja i smotri. Na takmičenju za Prvu harmoniku Jugoslavije osvojio je treće mesto, o čemu je pisao list Takovske novine.
Kasnije se uključuje u medije i scenske umetnosti, radeći kao novinar i glumac na različitim projektima u Srbiji i inostranstvu.

## Karijera
Pored glumačkih uloga na filmu i televiziji, Aksentijević je aktivan i u muzičkom životu. Nastupao je na koncertima i kulturnim manifestacijama u Srbiji i inostranstvu. Povodom njegovih nastupa na festivalu folklora u Švajcarskoj, domaćini su ga posebno pohvalili, o čemu je pisao dnevni list Vesti.
Na filmu se pojavio u ostvarenjima kao što su Čitulja za Eskobara (2008), Kosovo (2008), South Korea – Seoul in Motion (2009), Suvozači (2017), At Novak Djokovic’s Restaurant (2021), Belgrade Waterfront (2021) i Heroji Halijarda (2023).

## Nagrade i priznanja
- Treće mesto na takmičenju za Prvu harmoniku Jugoslavije (objavljeno u Takovskim novinama).[5]
- Pohvale za nastupe na festivalu folklora u Švajcarskoj (objavljeno u dnevnom listu Vesti).[6]

## Filmografija
Грешка: називи страница нису унесени (помоћ).
| Godina | Naslov                               | Uloga / napomena  | Format          | Ref.   |
| ------ | ------------------------------------ | ----------------- | --------------- | ------ |
| 2008   | Čitulja za Eskobara                  | Policajac         | film            | [ 7 ]  |
| 2008   | Kosovo                               | (uloga)           | film / TV       | [ 1 ]  |
| 2009   | South Korea – Seoul in Motion        | (pojavljivanje)   | dokumentarno/TV | [ 1 ]  |
| 2017   | Suvozači (Co-Drivers)                | (uloga)           | film (kratki)   | [ 8 ]  |
| 2021   | At Novak Djokovic’s Restaurant       | Novinar / narator | kratki film     | [ 9 ]  |
| 2021   | Belgrade Waterfront                  | (pojavljivanje)   | video           | [ 10 ] |
| 2023   | Heroji Halijarda (Heroes of Halyard) | Vojnik            | film            | [ 11 ] |

## Spoljašnje veze
- Milan Aksentijević на веб-сајту  (језик: енглески)[1]
- Званични веб-сајт
- Milan Aksentijević na TVProfil-u